# Rosolini
Rosolini est une commune italienne d'environ 21 700 habitants située dans la province de Syracuse, dans la région Sicile.

## Géographie
Rosolini est située à 49 km de Syracuse, dans la partie sud-ouest de la province, au pied des montagnes Hyblaean et à cheval sur les provinces de Syracuse et Raguse. 

## Histoire et monuments
Rosolini était l'un des bastions du vaste territoire de Noto et appartenait à la famille Platamone depuis le XVe siècle, avec le titre de baronnie. La ville a été fondée par Francesco Moncada Prince de Lardaria en 1713, après en avoir eu la succession par héritage de sa femme Eleanor Platamone.
Le blason de la ville de Rosolini représente :
« Un aigle dont les ailes et serres mensonge crochu, surmonté d'une couronne d'or façonné, avec le bouclier de l'écusson des principes Moncada-Paterno sur sa poitrine et avec une bande au pied contenant les mots« Universitas Rosolinorum Regi avantage sur un fond bleu ».

## Culture

### Cinéma
En 2014, Ficarra et Picone ont tourné sur la Place Garibaldi (Piazza Garibaldi) quelques scènes du film « Allons dans ce pays » (Andiamo a quel paese).

## Personnes liées à Rosolini
- Giorgio Calabrese (médecin) ;

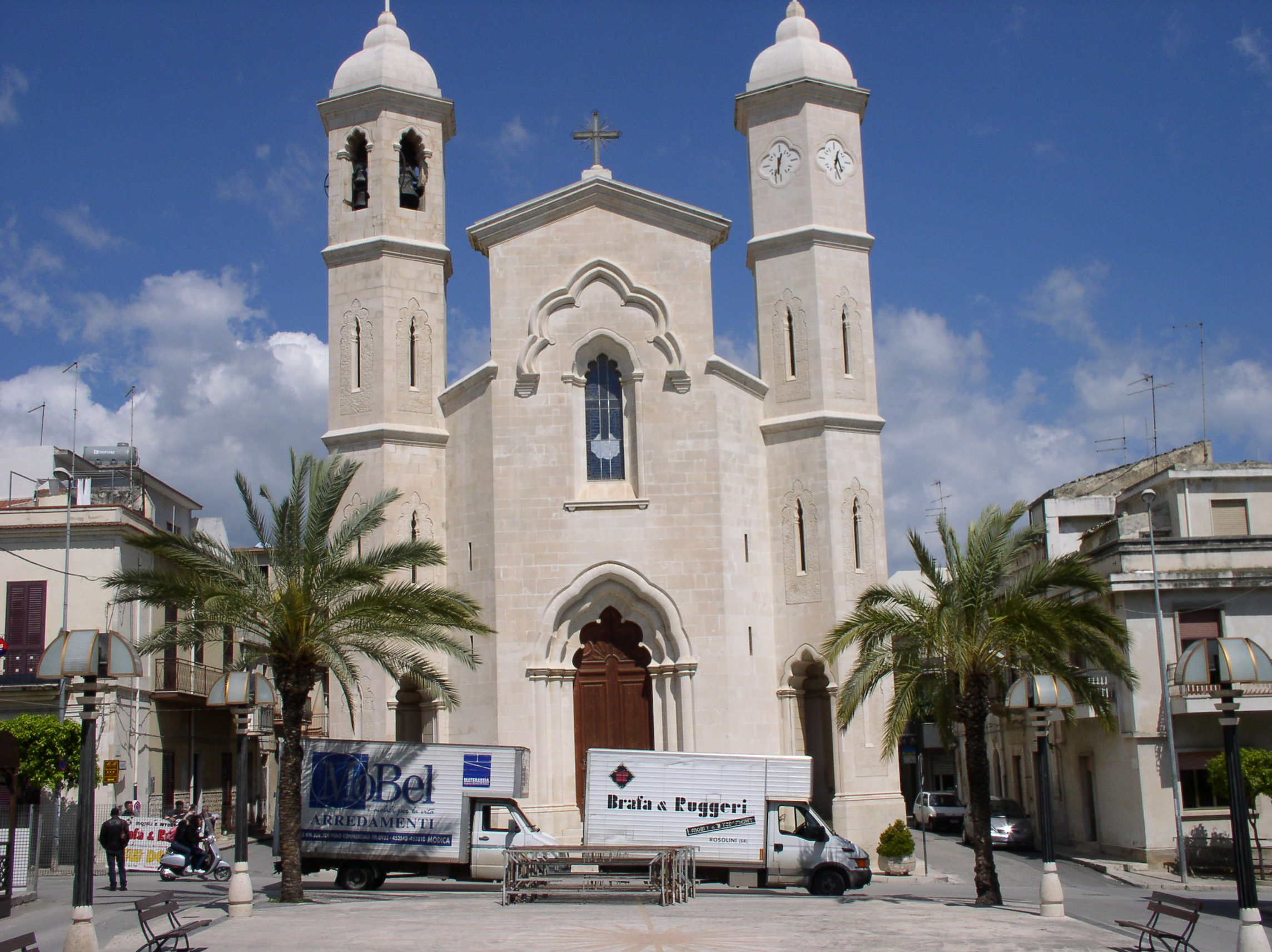

- Salvatore Guastella (it) (ex joueur de football) ;
- Frank Lentini (artiste) ;
- Dionisio Moltisanti (it) (politique) ;
- Vincenzo Serrentino (it) (dernier préfet italien à Zadar) ;
- Carmelo Vigna (it) (philosophe).